# Zoltán Farkas
Zoltán Farkas byl slovenský a československý politik a meziválečný senátor Národního shromáždění ČSR za Československou sociálně demokratickou stranu dělnickou.

## Biografie
Po roce 1918 se angažoval v Košicích v krátkodobě existující Slovenské republice rad. Doporučoval, aby její hranice byly stanoveny referendem. Profesí byl advokátem v Košicích.
V parlamentních volbách v roce 1929 získal senátorské křeslo v Národním shromáždění. V senátu setrval do roku 1935.
Byl židovského původu, projevy v senátu pronášel slovensky.